# Đảng Hồi giáo Daawa
Đảng Hồi giáo Daawa (tiếng Ả Rập: حزب الدعوة الإسلامية Ḥizb Al-Daʿwa Al-Islāmiyya) là một đảng chính trị ở Iraq. Dawa và Hội đồng Tối cao Hồi giáo Iraq là hai đảng chính trong liên minh tôn giáo Shiite Iraq, đã giành được đa số ghế trong cả hai cuộc bầu cử tạm thời tháng 1 năm 2005 và cuộc bầu cử dài hạn tháng 12 năm 2005. Đảng được dẫn lãnh đạo bởi Haider al-Abadi, người cũng là Thủ tướng Chính phủ hiện tại của Iraq. Đảng ủng hộ cuộc Cách mạng Iran và cũng Ayatollah Ruhollah Khomeini trong cuộc chiến tranh Iran-Iraq và nhóm vẫn nhận được sự hỗ trợ tài chính từ Tehran, bất chấp sự khác biệt ý thức hệ với Cộng hòa Hồi giáo.

## Lịch sử
Al-Dawa được thành lập vào năm 1957 (một số nói rằng năm 1967) bởi một nhóm các nhà lãnh đạo Shi'ite bao gồm Mohammed Salih al-Adeeb, Sayid Murtadha Alaskary, Abdul Sahib Dukheil, Sayid Mohammed Mahdi Al-Hakim, Sayid MohammedBaqir Al-Hakim, Mohammed Sadiq Al-Qamoosee và Sayid Talib Al-Rafa'ee. Mục đích của họ là tạo ra một đảng phái và một phong trào thúc đẩy các giá trị Hồi giáo và đạo đức, nhận thức chính trị, chủ nghĩa thế tục chiến đấu, và tạo ra một nhà nước Hồi giáo ở Iraq. Điều này được đưa ra tại một thời điểm khi chính trị ở Iraq đã được thống trị bởi chủ nghĩa dân tộc Ả Rập thế tục và các ý tưởng xã hội chủ nghĩa. Mohammad Baqir al-Sadr - người được công nhận rộng rãi như một nhà triết học hàng đầu thế giới, nhà thần học, và nhà lý luận chính trị - nhanh chóng nổi lên như là các thành viên hàng đầu. Đó là người đã đặt nền móng cho đảng và hệ tư tưởng chính trị của nó, dựa trên Wilayat Al-Umma (Quản trị của người dân). Một đảng "sinh đôi" của Đảng Hồi giáo Dawa cũng đã được thành lập tại Liban giáo sĩ đã nghiên cứu trong tầm nhìn của Najaf và hỗ trợ Baqr Muhammad al-Sadr của Hồi giáo nổi dậy.